# Municipio de Sumner (condado de Iowa)
El municipio de Sumner (en inglés: Sumner Township) es un municipio ubicado en el condado de Iowa en el estado estadounidense de Iowa. En el año 2010 tenía una población de 367 habitantes y una densidad poblacional de 3,89 personas por km².

## Geografía
El municipio de Sumner se encuentra ubicado en las coordenadas 41°43′28″N 92°8′18″O / 41.72444, -92.13833. Según la Oficina del Censo de los Estados Unidos, el municipio tiene una superficie total de 94.31 km², de la cual 94,3 km² corresponden a tierra firme y (0,01 %) 0,01 km² es agua.

## Demografía
Según el censo de 2010, había 367 personas residiendo en el municipio de Sumner. La densidad de población era de 3,89 hab./km². De los 367 habitantes, el municipio de Sumner estaba compuesto por el 98,37 % blancos, el 0,27 % eran afroamericanos, el 1,09 % eran asiáticos y el 0,27 % eran de una mezcla de razas. Del total de la población el 0 % eran hispanos o latinos de cualquier raza.